# Baltic Jazz
Baltic Jazz-festivalen är en musikfestival på Kimitoön i Åbolands skärgård. Vid starten år 1987 var Baltic Jazz en liten lokal festival, som kretsade kring ett litet antal diggare av jazz- och skärgårdsliv.
Sedan den dagen har festivalen vuxit till den största jazzfestivalen i Svenskfinland.
Intresseföreningen för Jazzmusik i Dalsbruk rf grundades och övertog arrangemangen av festivalen år 1999. 
Baltic Jazz är, såsom namnet anger, en festival med tyngdpunkt på Östersjöområdet. Största delen av festivalartisterna har alltid kommit från Finland, Sverige, Baltikum och Ryssland.
Festivalen ordnas enligt tradition två veckor efter midsommar.